# Roding
Roding település Németországban, azon belül Bajorországban. Lakosainak száma 13 224 fő (2023. december 31.).

## Népesség
A település népessége az elmúlt években az alábbi módon változott:
| Lakosok száma | 1329 | 2959 | 9100 | 10 422 | 11 412 | 11 619 | 11 706 | 11 996 | 12 587 | 13 224 |
|               | 1875 | 1950 | 1975 | 1987   | 2012   | 2014   | 2016   | 2017   | 2021   | 2023   |